# スプーン (藍坊主の曲)
「スプーン」は日本のバンド藍坊主のメジャー2枚目のシングルである。2005年11月23日発売。発売元はトイズファクトリー。

## 概要
- CD-EXTRA仕様で「スプーン」のPVを収録。
- PV監督は竹内鉄郎。
- このシングルからボーカル佐々木健太がhozzyに改名。

## 収録曲
1. スプーン(4:24)
作詞・作曲：藤森真一
2. Lumo(3:51)
作詞・作曲：佐々木健太
  - サビが印象的な曲。Lumoはエスペラント語で光という意味である。また、この曲からhozzyは自分が考えた造語を歌詞に入れることが多くなる。

## 収録アルバム
- オリジナル『ハナミドリ』（2006年4月26日）